# Ryggsimmare
Ryggsimmare (Notonectidae) är en familj insekter bland vattenskinnbaggarna. De karaktäriseras av att bakbenen är betydligt längre än mellanbenen. De lever i sötvatten och är rovdjur. De dödar bytet med ett giftigt stick. De kan även ge smärtsamma stick på människor. I motsats till buksimmare, så simmar ryggsimmarna på rygg, det vill säga med buken uppåt. Familjen omfattar cirka 170 arter som är mellan 13 och 18 millimeter långa.

## Svenska arter
I Sverige finns det 5 arter, den vanligaste är allmän ryggsimmare.
- Allmän ryggsimmare (Notonecta glauca)
- Notonecta lutea
- Notonecta maculata
- Notonecta obliqua
- Notonecta reuteri